# Bogomił (obwód Chaskowo)
Bogomił (bułg. Богомил) – wieś w południowej Bułgarii, w obwodzie Chaskowo, w gminie Charmanli. Według danych Narodowego Instytutu Statystycznego, 31 grudnia 2011 roku wieś liczyła 13 mieszkańców.
Bogomił znajduje się u podnóża góry Sakar.

## Historia
Starą nazwą miejscowości było Teketo; istnieje nieopodal wsi szczyt w Sakarze o takiej nazwie. Według dostępnych, skąpych danych Teketo zostało zbudowane przez Chazara babę, który został później pochowany w türbe wybudowanym w 1541 roku. Domniemywa się, że on żył w Byłgarinie lub Bogumile i posiadał pokaźną część ziemi.

## Gospodarka
Mieszkańcy zajmują się uprawą winorośli i sadów migdałowców, których jest mnóstwo w okolicy, tworząc swoisty mikroklimat.